# Ardeybahn
| Streckenverlauf zwischen Schwerte und Iserlohn |                                                        |                                |                                |
| Streckennummer (DB): | 2113 (DO-Hörde–Schwerte) 2841 (Schwerte–Iserlohn)      |                                |                                |
| Kursbuchstrecke (DB): | 433                                                    |                                |                                |
| Kursbuchstrecke: | 239h (1946)                                            |                                |                                |
| Spurweite: | 1435 mm (Normalspur)                                   |                                |                                |
| Streckengeschwindigkeit: | DO-Hörde–Schwerte: 90 km/h Schwerte–Iserlohn: 100 km/h |                                |                                |
| Zweigleisigkeit: | DO-Hörde–Schwerte                                      |                                |                                |
| |                                                        |                                |                                |
| \| \| \| von Dortmund Hbf \| \| \| \| 0,0 \| Dortmund-Hörde \| Dortmund-Hörde \| \| \| \| Strecke nach Unna \| \| \| \| 3,8 \| Dortmund-Aplerbeck Süd \| Dortmund-Aplerbeck Süd \| \| \| 6,0 \| Schwerter Tunnel (795 m)[1] \| Schwerter Tunnel (795 m)[1] \| \| \| \| \| \| \| \| 7,5 \| Schwerte Heide (Abzw) von Hamm \| Schwerte Heide (Abzw) von Hamm \| \| \| \| \| \| \| \| \| ↙ nach Schwerte (Ruhr) Ost \| \| \| \| \| von Warburg \| \| \| \| 10,319,7 \| Schwerte (Ruhr) \| Schwerte (Ruhr) \| \| \| 19,2 \| nach Hagen \| nach Hagen \| \| \| 18,6 \| Schwerte (Ruhr) Swf \| Schwerte (Ruhr) Swf \| \| \| 16,9 \| Wandhofen \| Wandhofen \| \| \| 16,5 \| Ruhrbrücke (198 m) \| Ruhrbrücke (198 m) \| \| \| 15,9 \| Hochwasserdurchlass (110 m) \| Hochwasserdurchlass (110 m) \| \| \| 15,2 \| Schwerte-Ergste (ehem. Bf) \| Schwerte-Ergste (ehem. Bf) \| \| \| 10,2 \| Hennen RWE (Anst) \| Hennen RWE (Anst) \| \| \| 10,0 \| Hennen (ehem. Bf) \| Hennen (ehem. Bf) \| \| \| 7,7 \| Kalthof (Kr Iserlohn) \| Kalthof (Kr Iserlohn) \| \| \| 5,4 \| Sümmern \| Sümmern \| \| \| 4,5 \| Iserlohnerheide \| Iserlohnerheide \| \| \| \| von Iserlohn-Letmathe \| \| \| \| 0,0 \| Iserlohn (Hp an zwei Strecken, \| Iserlohn (Hp an zwei Strecken, \| \| \| \| ehem. Bf) \| \| \| \| \| ehem. nach Menden \| \| \| \| \| \| \| \| Quellen: [2][3] \| \| \| \| |                                                        |                                |                                |
| |                                                        | von Dortmund Hbf               |                                |
| Bahnhof | 0,0                                                    | Dortmund-Hörde                 | Dortmund-Hörde                 |
| Abzweig geradeaus und nach links |                                                        | Strecke nach Unna              | Strecke nach Unna              |
| Haltepunkt / Haltestelle | 3,8                                                    | Dortmund-Aplerbeck Süd         | Dortmund-Aplerbeck Süd         |
| Tunnel | 6,0                                                    | Schwerter Tunnel (795 m)       | Schwerter Tunnel (795 m)       |
| |                                                        |                                |                                |
| Abzweig geradeaus und von links · Abzweig quer und von links | 7,5                                                    | Schwerte Heide (Abzw) von Hamm | Schwerte Heide (Abzw) von Hamm |
| |                                                        |                                |                                |
| Strecke von links · Abzweig geradeaus und nach rechts · Strecke |                                                        | ↙ nach Schwerte (Ruhr) Ost     | ↙ nach Schwerte (Ruhr) Ost     |
| Strecke nach links · Kreuzung geradeaus oben · Kreuzung geradeaus oben |                                                        | von Warburg                    | von Warburg                    |
| Bahnhof · Bahnhof | 10,319,7                                               | Schwerte (Ruhr)                | Schwerte (Ruhr)                |
| Kreuzung geradeaus unten · Strecke nach rechts | 19,2                                                   | nach Hagen                     | nach Hagen                     |
| Dienststation / Betriebs- oder Güterbahnhof | 18,6                                                   | Schwerte (Ruhr) Swf            | Schwerte (Ruhr) Swf            |
| ehemaliger Haltepunkt / Haltestelle | 16,9                                                   | Wandhofen                      | Wandhofen                      |
| Brücke über Wasserlauf | 16,5                                                   | Ruhrbrücke (198 m)             | Ruhrbrücke (198 m)             |
| Brücke | 15,9                                                   | Hochwasserdurchlass (110 m)    | Hochwasserdurchlass (110 m)    |
| Haltepunkt / Haltestelle | 15,2                                                   | Schwerte-Ergste (ehem. Bf)     | Schwerte-Ergste (ehem. Bf)     |
| Blockstelle | 10,2                                                   | Hennen RWE (Anst)              | Hennen RWE (Anst)              |
| Haltepunkt / Haltestelle | 10,0                                                   | Hennen (ehem. Bf)              | Hennen (ehem. Bf)              |
| Bahnhof | 7,7                                                    | Kalthof (Kr Iserlohn)          | Kalthof (Kr Iserlohn)          |
| ehemaliger Haltepunkt / Haltestelle | 5,4                                                    | Sümmern                        | Sümmern                        |
| Haltepunkt / Haltestelle | 4,5                                                    | Iserlohnerheide                | Iserlohnerheide                |
| Strecke nach halblinks und von rechts · Verschwenkung nach links und ehemals nach rechts |                                                        | von Iserlohn-Letmathe          | von Iserlohn-Letmathe          |
| Haltepunkt / Haltestelle Strecke ab hier außer Betrieb · Haltepunkt / Haltestelle Strecke ab hier außer Betrieb | 0,0                                                    | Iserlohn (Hp an zwei Strecken, | Iserlohn (Hp an zwei Strecken, |
| Verschwenkung nach links (Strecke außer Betrieb) · Verschwenkung nach rechts (Strecke außer Betrieb) |                                                        | ehem. Bf)                      | ehem. Bf)                      |
| |                                                        | ehem. nach Menden              |                                |
| |                                                        |                                |                                |
| Quellen: |                                                        |                                |                                |

Die Ardeybahn ist eine Eisenbahnstrecke von Dortmund-Hörde über Schwerte nach Iserlohn.

## Streckenverlauf

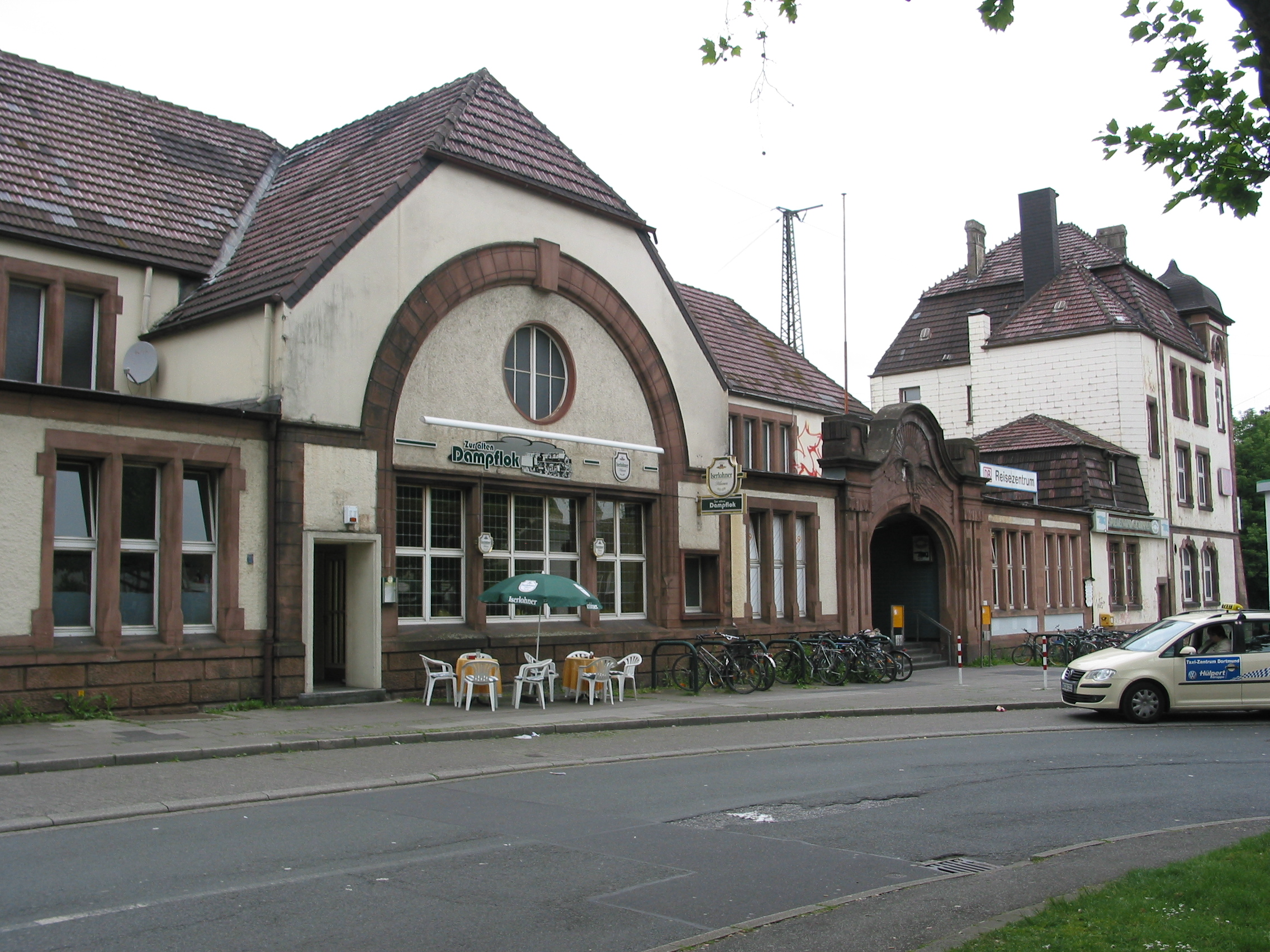
Bahnhof Schwerte (Ruhr)

Der nördliche Teil der Ardeybahn zwischen Dortmund-Hörde und Schwerte (Ruhr) ist eine zweigleisige, nicht elektrifizierte Hauptstrecke. Es gilt die Höchstgeschwindigkeit von 90 km/h.
Der südliche Abschnitt zwischen Schwerte und Iserlohn ist eine nicht elektrifizierte Nebenstrecke, eingleisig mit einer Kreuzungsmöglichkeit in Kalthof. Dieser Abschnitt kann größtenteils mit 100 km/h befahren werden.
Eine Besonderheit ist, dass in Iserlohn nach dem Abbau der Strecke zwischen Iserlohn und Menden keine Weichenverbindung mehr zur Bahnstrecke nach Iserlohn-Letmathe besteht. Iserlohn ist demnach formal kein Bahnhof mehr, sondern nur noch ein Haltepunkt an zwei verschiedenen Strecken. Es wird jedoch seitens des Zweckverbands SPNV Ruhr-Lippe gefordert, wieder eine Weichenverbindung zwischen den beiden Strecken vorzusehen. Im August 2016 wurde hier eine zungen- und herzstücklose Verbindung eingebaut. Sie soll ermöglichen, dass das Hennener Anschlussgleis für Trafotransporte auch aus Richtung Iserlohn-Letmathe über Iserlohn erreicht werden kann.

## Geschichte

### Planung und Bau Schwerte–Iserlohn
Nachdem Iserlohn bereits seit 1864 einen Bahnanschluss aus Letmathe besaß, setzte sich die Industrie- und Handelskammer ab 1882 auch für einen Bahnbau nach Norden in Richtung Schwerte ein. Gegen den Widerstand vorwiegend von Wirtschaftsbetrieben aus dem Lennetal, die eine Linienführung von Letmathe nach Schwerte beziehungsweise von Iserlohn nach Altena favorisierten, wurde vor allem Theodor Fleitmann, der damalige Besitzer der Nickelwerke in Iserlohn und Schwerte, aktiv: Er befürwortete einen Bahnbau durch das Tal des Elsebachs, was auch die Stadt finanziell unterstützte. Der Landkreis entschied jedoch, dass die Bahnstrecke zur Förderung der Betriebe in Sümmern, Kalthof und Hennen entlang des Baarbachs gebaut werden sollte. Nach dem Tod Fleitmanns im Jahr 1904 wurde ein Jahr später der Bau beschlossen und 1907 begonnen. Das von Fleitmann testamentarisch für den Bahnbau bereitgestellte Geld wurde dabei nicht angetastet, da dieser es für die von ihm favorisierte Strecke zweckgebunden hatte.
Der Bau der Bahnstrecke war verhältnismäßig aufwändig, allein für einen Einschnitt in Iserlohn mussten 200.000 Kubikmeter Kalkstein gesprengt werden, wobei auch zahlreiche Fossilien gefunden wurden. Im weiteren Verlauf mussten mehrere Dämme und Brücken angelegt werden, die frisch fertiggestellten Ruhrbrücken wurden im Februar 1909 von einem Hochwasser schwer beschädigt und waren zu ersetzen. Insgesamt überwindet die Bahnstrecke zwischen Schwerte und Iserlohn 130 Meter Höhenunterschied. Der Bau kostete sechs Millionen Mark, 39 Kunstbauwerke wurden errichtet und etwa eine Million Kubikmeter Boden bewegt.
Die feierliche Eröffnung folgte am 30. September 1910, zeitgleich mit der letzten Postkutschenfahrt von Schwerte nach Iserlohn; einen Tag später wurde der planmäßige Verkehr aufgenommen.

### Bau Dortmund-Hörde–Schwerte
Die Strecke Dortmund-Hörde wurde 1912 zunächst im Güterverkehr und im Januar 1913 auch für den Personenverkehr in Betrieb genommen. Im Gegensatz zum erstgebauten Streckenabschnitt wurde dieser auf ganzer Länge zweigleisig gebaut.

### Weitere Entwicklung
Neben Kalthof war bis 1981 auch der heutige Haltepunkt Schwerte-Ergste ein Bahnhof und damit eine weitere Kreuzungsmöglichkeit. Dort existierte daher auch ein zweiter Bahnsteig, der auch heute noch zu erkennen ist.
Güterverkehr findet heute planmäßig nicht mehr statt. Gleisanschlüsse sind aber noch in Kalthof (zum Kettenwerk Thiele) und in Hennen für gelegentliche Trafotransporte der RWE zum Umspannwerk in Sümmern vorhanden.
In den 1990er und frühen 2000er Jahren wurden Triebwagen der Baureihe 624 eingesetzt. Im Jahr 2002 gewann DB Regio NRW die Ausschreibung für den Betrieb des Sauerland-Netzes über 12 Jahre, das unter anderem die Linie Dortmund–Iserlohn umfasst. Seit dem Fahrplanwechsel im Dezember 2004 kommen hier Triebwagen der Baureihe 648.1 zum Einsatz.
Die Fahrgastzahl stieg im Abschnitt Dortmund-Hörde – Schwerte zwischen 1997 und 2012 von knapp 3000 auf etwa 4250. Auch im Abschnitt Schwerte – Iserlohn gibt es einen Fahrgastzuwachs von circa 80 % auf etwa 1800 Reisende am Tag.
Durch die Inbetriebnahme eines elektronischen Stellwerks (ESTW) Ende 2016 wurden in Kalthof gleichzeitige Einfahrten ermöglicht, wodurch die Fahrzeit in Richtung Dortmund um vier Minuten reduziert werden konnte.
Die Neuausschreibung des Sauerlandnetzes hat DB Regio erneut für zwölf Jahre gewonnen. Mit der Betriebsaufnahme zum Fahrplanwechsel im Dezember 2016 sollten ursprünglich neue Fahrzeuge vom Typ Pesa Link zum Einsatz kommen. Da die neuen Fahrzeuge nicht pünktlich ausgeliefert werden konnten, verkehrten Ersatzfahrzeuge der Baureihen 643/644, bis die neuen Fahrzeuge bereitstanden. Der Einsatz der zweiteiligen Triebzüge vom Typ Pesa Link begann im Jahr 2018.
Der Haltepunkt Ergste wurde zum 11. Dezember 2022 umbenannt in Schwerte-Ergste.
In den Jahren 2022 bis 2024 erfolgte die Modernisierung und der barrierefreie Umbau der Station Dortmund Aplerbeck-Süd. Bereits im Dezember 2023 konnte eine Sanierung des Bahnsteiges in Schwerte-Ergste abgeschlossen werden.

## Bedienungsangebot

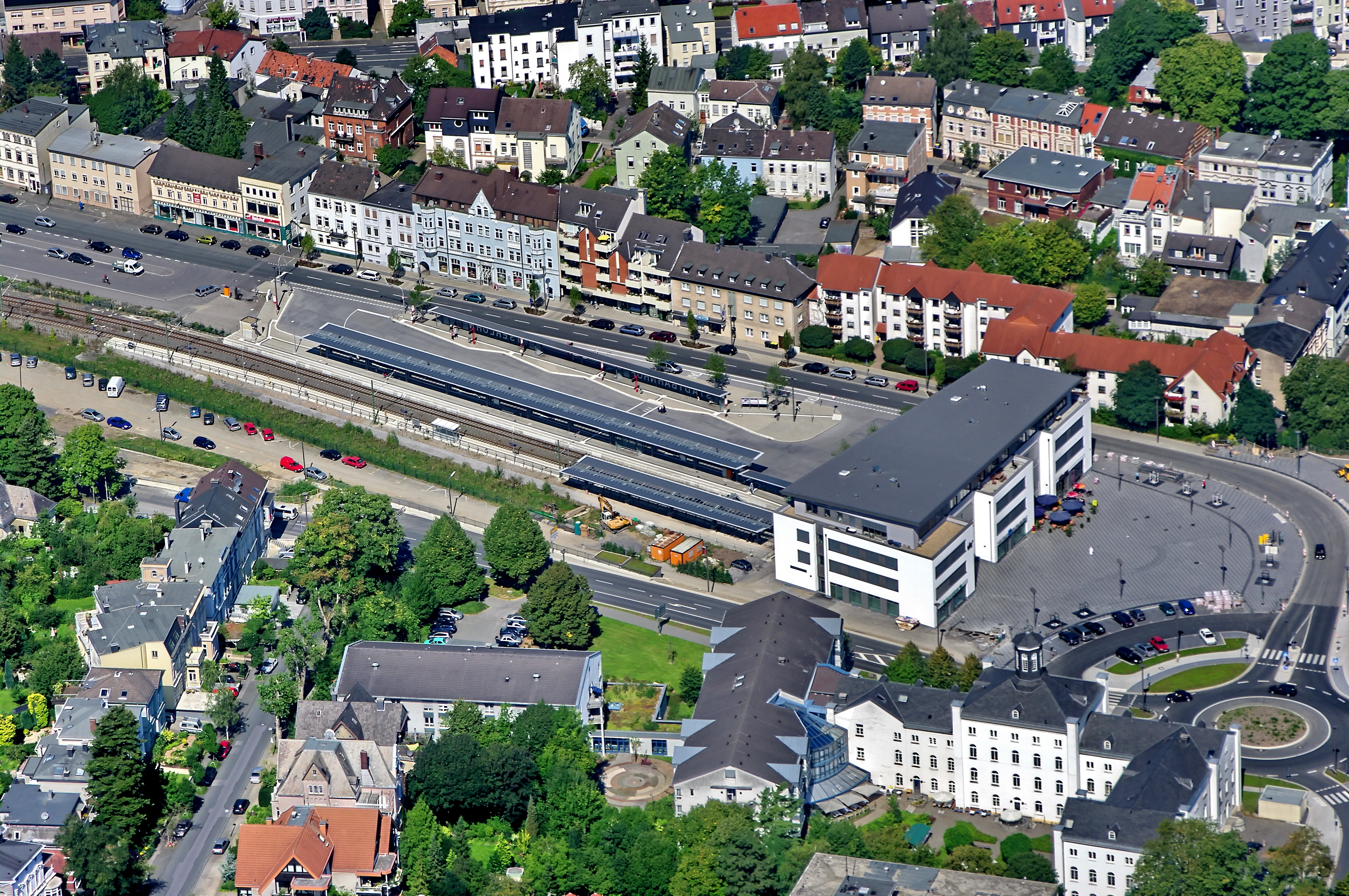
Stadtbahnhof Iserlohn

Die Regionalbahnlinie RB 53 „Ardey-Bahn“ verkehrt im Schienenpersonennahverkehr montags bis freitags alle 30 Minuten und am Wochenende im Stundentakt zwischen Dortmund und Iserlohn. Die Durchschnittsgeschwindigkeit beträgt in beiden Richtungen circa 49 km/h.
Durchgeführt wird der Schienenpersonennahverkehr von DB Regio NRW, die Dieseltriebwagen der DB-Baureihe 632 in Einfach- oder Doppeltraktion mit Geschwindigkeiten bis zu 120 km/h einsetzt. Die Verstärkung erfolgt in Schwerte und Dortmund. Gelegentlich kommen auch Dieseltriebwagen der DB-Baureihe 633 zum Einsatz. Dies ist unter anderem bei den abendlichen Zügen der Fall, die bis Schwerte mit der Linie RE 57 vereinigt verkehren.
Mit Betriebsaufnahme des neuen Sauerlandnetzes Ende 2016 wurde eine Drehung der Stammfahrplanlage im Abschnitt Schwerte–Iserlohn um 30 Minuten umgesetzt, wodurch sich bessere Anschlüsse nach Hamm–Münster und zur oberen Ruhrtalbahn ergeben. Gleichzeitig wurde montags bis freitags im Abschnitt Schwerte–Iserlohn der 30-Minuten-Takt durch fünf zusätzliche Fahrten erweitert. Zum Fahrplanwechsel am 10. Dezember 2017 wurde der Takt montags bis freitags zwischen Schwerte und Iserlohn auf einen durchgehenden 30-Minuten-Takt verdichtet. Des Weiteren erfolgte eine morgendliche Angebotsausweitung an Samstagen und Sonntagen um jeweils ein Fahrtenpaar zwischen Schwerte und Iserlohn.

## Zukunft
Der Zweckverband Nahverkehr Westfalen-Lippe und der Verkehrsverbund Rhein-Ruhr hatten ursprünglich vorgesehen die Linie RB 53 ab 2028 in dem Netz „Nördliches Westfalen“ neu zu vergeben. Hierbei sollten batterieelektrische Fahrzeuge (BEMU) eingesetzt werden, die in Oberleitungsabschnitten laden können. Entgegen der ursprünglichen Planung musste das Netz verkleinert werden, da der Infrastrukturbetreiber notwendige Elektrifizierungsmaßnahmen nicht fristgerecht umsetzen kann. Entgegen der ursprünglichen Planung sind die Linien um Dortmund entfallen. Nach Auslaufen des derzeitigen Verkehrsvertrages soll daher ein kurzfristiger Verkehrsvertrag mit Dieselfahrzeugen abgeschlossen werden, bis Fahrzeuge mit alternativen Antrieben eingesetzt werden können.

## Planungen
- Die Bahnsteige in Kalthof sollen barrierefrei ausgebaut werden. Hierfür wurde inzwischen eine Vorplanung erstellt.[19]
- In Iserlohn soll wieder eine Weichenverbindung zur Strecke nach Iserlohn-Letmathe eingebaut werden.
- In Schwerte sollen Möglichkeiten geprüft werden, die lange Standzeit der Züge in Richtung Dortmund zu verkürzen.
- Langfristig ist das Angebot des 30-Minuten-Taktes auch an Samstagen vorgesehen.
- Für den Streckenabschnitt Dortmund Hbf – Dortmund-Hörde werden kapazitäts- und qualitätssteigernde Maßnahmen gefordert.[20] So wird der knapp zwei Kilometer lange Streckenabschnitt im Vorfeld des Dortmunder Hauptbahnhofes, parallel zur Strecke nach Witten, von derzeit zwölf Zügen (RB 52, RB 53, RE 57, RB 59) pro Stunde betrieblich nur eingleisig genutzt. Zusätzlich fordert der SPNV-Beirat des Landes NRW eine Blockverdichtung in diesem Streckenabschnitt.[21] Die Planungen des Robusten Netzes NRW sehen für den Abschnitt Dortmund Hbf – Dortmund-Hörde die Einrichtung eines Gleiswechselbetriebes bis Mitte 2026 vor.[22]
- Für den ÖPNV-Bedarfsplan des Landes NRW wurde sowohl der initiale Projektvorschlag zur Elektrifizierung der Strecke Dortmund-Hörde – Iserlohn als auch die Elektrifizierung von Gleis 1 in Iserlohn zum Einsatz von batterieelektrischen Fahrzeugen angemeldet[23]
- Nach einer Untersuchung wurde dem Neubau einer Station Iserlohn Bernhard Hülsmann Kaserne ein geringes bis mittleres Potenzial zugeteilt. Bei prognostizierten Kosten von 1,7 Millionen Euro werden dort 632 Fahrgastwechsel pro Tag erwartet. Das Potential ist abhängig von der weiteren städtebaulichen Entwicklung des ehemaligen Kasernengeländes. Der Halt ist in den geplanten Zielfahrplan integrierbar.[24]

## Bemerkenswertes
Die Strecke weist keinen einzigen niveaugleichen Bahnübergang auf, dafür aber sehr viele Über- und Unterführungen, selbst für die kleinsten Feldwege; die eingleisige Strecke verläuft teilweise auf hohen Dämmen.
Der Bahnhof Kalthof im heutigen gleichnamigen Iserlohner Stadtteil heißt auch nach der kommunalen Neuordnung vom 1. Januar 1975 noch Kalthof (Kr Iserlohn).